# 板野正輝
板野 正輝（いたの まさき）は、日本の俳優、声優、ナレーター。

## 出演

### 配信ドラマ　（映像出演）
- さらば、銃よ 警視庁特別銃装班（2023年4月14日 - 、Lemino） - 六甲照也 役[1]

### 映画
- アクトレス・モンタージュ

### ドラマCD
- 僕のおまわりさん3

### 吹き替え
- フロッグ（アレック役）
- アニー・イン・ザ・ターミナル （イリング役）
- ローン・レンジャー（スキニー役）
- 瞳の奥に
- ちいさなプリンセス ソフィア
- カンフー・パンダシリーズ
- パシフィック・リム: 暗黒の大陸
- マリオネット  私が殺された日
- ロシアンソルジャー
- バロン　ほら吹き男爵の冒険
- ウェストワールド